# Naturschutzgebiet Geithewald
Koordinaten: 51° 40′ 44″ N, 7° 54′ 35″ O
Das Naturschutzgebiet Geithewald liegt auf dem Gebiet der kreisfreien Stadt Hamm in Nordrhein-Westfalen.
Das rund 118,7 ha große Gebiet, das im Jahr 1995 unter der Schlüsselnummer HAM-016 unter Naturschutz gestellt wurde, erstreckt sich östlich von Werries, einem Stadtteil von Hamm. Am nördlichen Rand des Gebietes fließt die Geithe und nördlich der Datteln-Hamm-Kanal. Östlich verläuft die A 2 und südlich erstreckt sich das 25,65 ha große Naturschutzgebiet Wilshauser Holz.